# Корсині
Корсині́ — село в Україні, у Луцькому районі Волинської області. Входить до складу Рожищенської міської громади. Населення становить 176 осіб.

## Географія
Селом протікає річка Стохід.

## Історія
У 1906 році село Велицької волості Ковельського повіту Волинської губернії. Відстань від повітового міста 43 верст, від волості 6. Дворів 30, мешканців 198.
12 червня 2020 року, згідно з розпорядженням Кабінету Міністрів України  № 708-р, село увійшло до складу Рожищенської міської громади. 
19 липня 2020 року, в результаті адміністративно-територіальної реформи та ліквідації Рожищенського району, село увійшло до складу новоутвореного Луцького району.

## Населення
Згідно з переписом УРСР 1989 року чисельність наявного населення села становила 174 особи, з яких 82 чоловіки та 92 жінки.
За переписом населення України 2001 року в селі мешкало 175 осіб. 100 % населення вказало своєю рідною мовою українську мову.